# Ясинський Михайло Микитович
Яси́нський Михайло Микитович (серб. Mihajlo Nikitič Jasinski; 29 вересня (11 жовтня) 1862, с. Межиріч, Канівського повіту Київської губернії (тепер село Канівського району Черкаської обл.) — 25 вересня 1935, м. Ніш, Югославія) — історик права, археограф.

## Життєпис
Народився в родині купця, брат історика Антона Ясинського (*4.10(22.09).1864 — †13.11.1933, — історик-медієвіст, академік АН БРСР).
Закінчив першу Київську гімназію в 1883 р.. У 1883—1887 рр. навчався на юридичному факультеті Київського університету Св. Володимира.
З серпня 1889 р. зайняв посаду наставника в Київському кадетському корпусі. В 1893 р. почав викладати історію руського права в Київському університеті. Захистив магістерську дисертацію — «Головний литовський трибунал, його походження, організація і компетенція» (рос. Главный литовский трибунал, его происхождение, организация и компетенция). З 1901 р. до 1918 р. — професор кафедри російського права Київського університету Св. Володимира (від 27 січня 1912 р. — декан юридичного факультету Київського університету, до 1917 р.).
У 1905 р. — отримав чин статського радника.
Був одружений з волинською поміщицею Ганною Олександрівною Ясинською, мав дочку.
Від жовтня 1896 р. до лютого 1903 р. — секретар Історичного Товариства Нестора-Літописця. Став членом Археографічної Комісії в Києві. Отримав звання почесного професора Київського університету, був в університеті проректором.
За спогадами колишнього міністра віросповідань Української Держави В. В. Зеньківського з 06 до 19 січня 1918 р. М. М. Ясинський брав участь у роботі Українського Помісного Собору (де мало бути вирішене питання створення не підпорядкованої РПЦ Української Автокефальної (Автономної) Православної Церкви). Однак Собор припинив свою роботу 19 січня 1918 р. у зв'язку з обстрілом Києва більшовицькою Червоною Армією. Після того, як 25 січня 1918 року в Київ увійшли більшовицькі війська М. А. Муравйова, М. М. Ясинський залишив місто, а згодом виїхав за межі Української Держави.
З вересня 1920 р. до 1933 р. — ординарний професор юридичного факультету Люблянського університету. Вивчав сербське і далматинське право, опублікував низку досліджень.
Помер 1935 року в місті Ніш.

## Праці
- (рос.)Ясинский М. Н. Лекции по внешней истории русского права. — Вып. I. Введение и история источников права первого периода. — К., 1898. — 162 с.;
- (рос.)К истории апелляционных судов в Польше и Литве: Луцкий трибунал как высшая судебная инстанция для Волынского, Брацлавского и Киевского воеводств в последней четверти 16 в. — К. : 1899 г., т. 1; 1900 г., т. 2.;
- (рос.)Уставные земские грамоты Литовско-Русского государства. — К., 1889;
- (рос.)К истории крестьянских движений в России — К., 1890;
- (рос.)Обзор последних изданий виленской археографической комиссии. — К., 1893;
- (рос.)Главный Литовский трибунал, его происхождение, организация и компитенция. — К., 1901
- (рос.)Счисление суточного времени в Западной России и в Польше в XVI—XVII века. — К., 1902;
- (рос.)Закупы Русской Правды и памятников западно-русского права // Сборник статей по истории права, посвященный М. Ф. Владимирскому-Буданову его учениками и почитателями / Изд. под ред. М. Н. Ясинского. [Архівовано 25 червня 2021 у Wayback Machine.] — К., 1904. С. 430—465.

## Нагороди
- Орден Святого Станіслава 2 ступеня;
- Орден Святої Анни 2 ступеня;
- У 1915 р. — Орден Святого Володимира 4 ступеня.